# رمی اربان
رمی اربان (انگلیسی: Rémy Orban؛ ۹ آوریل ۱۸۸۰ – 1951) قایقران روئینگ اهل بلژیک بود.
وی در مسابقات کشوری و بین‌المللی در مجموع برندهٔ ۱ مدال طلا، ۲ مدال نقره شده‌است.